# San Pablo de Reyes
San Pablo de Reyes es una localidad argentina ubicada en el departamento Doctor Manuel Belgrano de la provincia de Jujuy. Pertenece a la jurisdicción de la municipalidad de Yala. Se encuentra delimitada al este por la Ruta Nacional 9 y el río Grande, y al sur por el río Reyes. Dista 2 km al sur de Yala, y 11 km al noroeste del centro de San Salvador de Jujuy, ciudades con las cuales se halla conurbada en el Gran San Salvador de Jujuy. Cuenta con dos accesos desde la autopista "S. S. de Jujuy - Yala", uno al sur y otro al norte. La avenida principal llamada Churqui Choque Vilca recorre sentido "sur - norte" toda la localidad y por ella circulan las líneas de colectivos urbanos números 35 y 36 con una frecuencia aproximada de 20 minutos.
En 2012 se inauguró un complejo deportivo en la localidad. El agua es provista desde el parque provincial Potrero de Yala, importante atractivo turístico de la Provincia. En la zona se encontraron restos prehispánicos de la denominada Cultura de San Francisco. Cercanos al complejo deportivo se encuentran: una pequeña capilla, el centro de salud y el destacamento policial que reporta a la comisaría seccional Nº54 de la localidad de Yala.
En el acceso sur de San Pablo se encuentran la pileta municipal y las oficinas de la municipalidad de Yala. Además los campos de deportes de los colegios de Abogados y de Ingenieros de la provincia de Jujuy se encuentran ubicados en esta localidad.
Cada 29 de junio, en la solemnidad de San Pedro y San Pablo, apóstoles, se realiza el acto de conmemoración de la localidad y la tradicional fogata en la plaza de San Pablo, próximo al complejo deportivo.